# Every Little Thing (Musikgruppe)

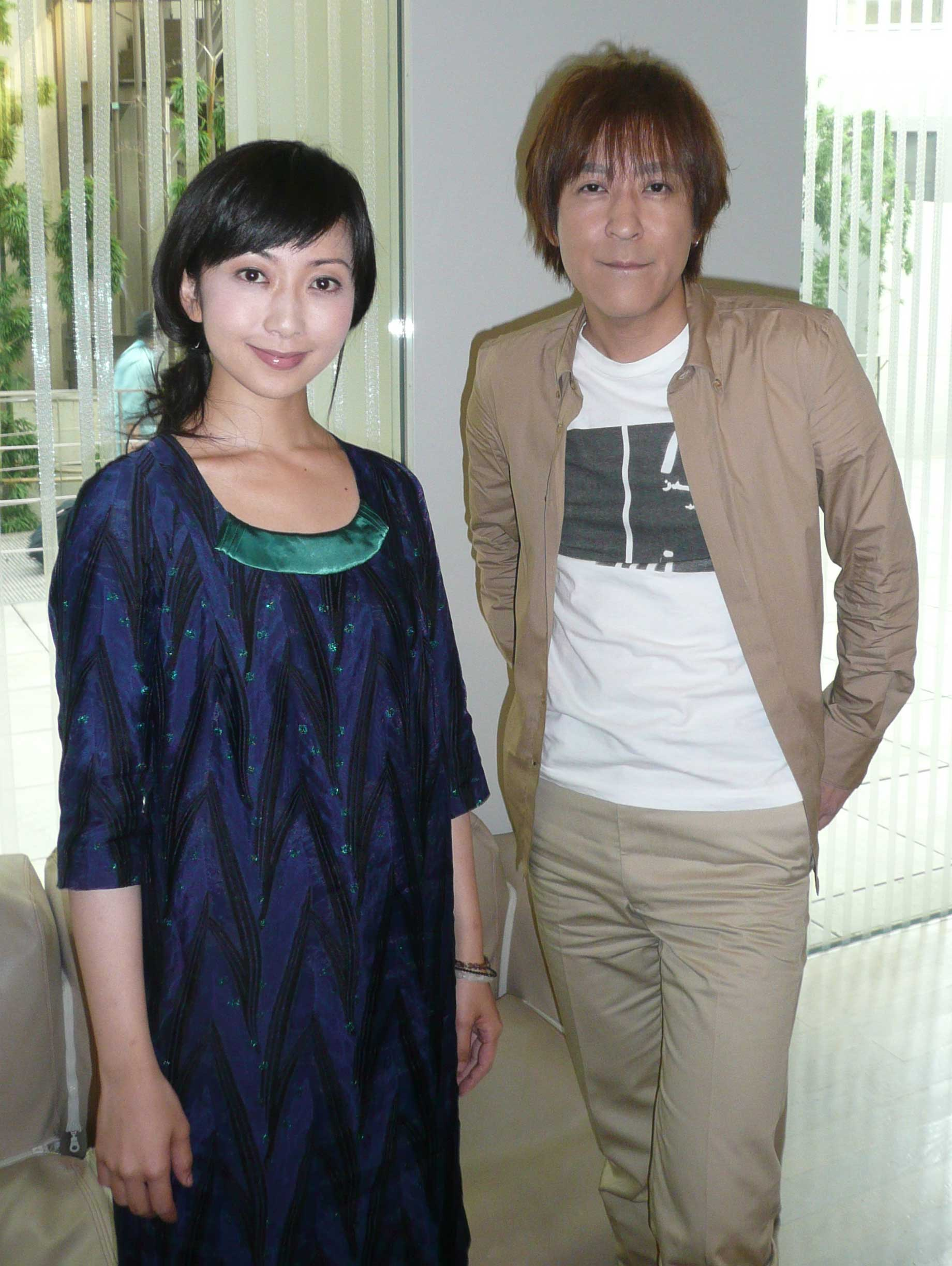
Kaori Mochida und Ichiro Ito von Every Little Thing (2008)

Every Little Thing (ELT) ist eine japanische Pop-Gruppe.
ELT traten, anders als die meisten J-Pop-Künstler, nicht in Fernseh-Soaps auf. Jedoch erscheint Kaori Mochida manchmal in Modezeitschriften. Die Lieder von ELT tauchten in Soaps und Werbespots auf. Einige ihrer Alben enthalten ausschließlich Remixes von bereits veröffentlichten Songs. Ihre Hit-Single Grip! ist die vierte Titelmelodie der beliebten Anime-Serie Inu Yasha.

## Geschichte
Every Little Thing veröffentlichten 1996 ihre erste Single Feel My Heart. Die Songs wurden meist von Mitsuru Igarashi geschrieben und auch produziert.
Während der letzten Jahre haben Every Little Thing ihren Stil immer mehr vom Synthesizer-Pop-Rock zum akustischeren Soft-Rock verändert. Die Single Sure (2000) bezeugt den Wandel der Band. Es war die letzte Single, an der Mitsuru Igarashi mitgewirkt hatte. Kaori Mochida und Ichiro Ito führten das Band-Projekt als Duo fort. Kaori Mochida änderte auch ihren Gesangsstil, damit ihre Stimme besser zu den neuen Arrangements passt.
Beim letzten Konzert ihrer Every Little Thing Tour 2009-2010 “MEET” am 28. März 2010 in Tokio trat die Band auf Grund des Geburtstags von Mochida 4 Tage vorher wieder in alter Besetzung auf.

## Mitglieder
- Kaori Mochida (持田 香織; * 24. März 1978 in Tokio) begann ihre Gesangskarriere in einer Gruppe namens Kuro Buta All-Stars. Kurz nach ihrem Oberschul-Abschluss wurde sie Mitglied bei ELT
- Ichirō Itō (伊藤 一朗; * 10. November 1967 in Yokosuka) ist ein Schulfreund Mitsurus. Zuerst war er ein freies Mitglied, aber nach dem Erfolg des ersten Albums wurde er ein festes Mitglied der Gruppe.
- Mitsuru Igarashi (五十嵐 充; * 17. Mai 1969 in Tokyo) war Mitglied bis Mai 2000. Er war Komponist und Keyboarder der Gruppe. Er komponierte außerdem den Song Friend II von Ayumi Hamasaki und ist Produzent der Band Day After Tomorrow.

## Diskografie

### Studioalben
| Jahr | Titel                | Höchstplatzierung, Gesamtwochen, AuszeichnungChartsChartplatzierungen (Jahr, Titel, Platzierungen, Wochen, Auszeichnungen, Anmerkungen) | Anmerkungen                              |
| Jahr | Titel                | JP | Anmerkungen                              |
| ---- | -------------------- | --- | ---------------------------------------- |
| 1997 | Everlasting          | JP1 ×3Dreifachplatin · (60 Wo.)JP | Erstveröffentlichung: 9. April 1997      |
| 1998 | Time to Destination  | JP1 ×4Vierfachdiamant · (50 Wo.)JP | Erstveröffentlichung: 15. April 1998     |
| 2000 | Eternity             | JP1 ×3Dreifachplatin · (22 Wo.)JP | Erstveröffentlichung: 15. März 2000      |
| 2001 | 4 Force              | JP2 Diamant · (13 Wo.)JP | Erstveröffentlichung: 22. März 2001      |
| 2003 | Many Pieces          | JP1 ×2Doppelplatin · (25 Wo.)JP | Erstveröffentlichung: 19. März 2003      |
| 2004 | Commonplace          | JP1 Platin · (15 Wo.)JP | Erstveröffentlichung: 10. März 2004      |
| 2005 | Acoustic: Latte      | JP4 Platin · (12 Wo.)JP | Erstveröffentlichung: 16. Februar 2005   |
| 2006 | Crispy Park          | JP1 Platin · (15 Wo.)JP | Erstveröffentlichung: 9. August 2006     |
| 2008 | Door                 | JP2 Gold · (10 Wo.)JP | Erstveröffentlichung: 5. März 2008       |
| 2010 | Change               | JP8 (8 Wo.)JP | Erstveröffentlichung: 24. März 2010      |
| 2011 | Ordinary             | JP2 (10 Wo.)JP | Erstveröffentlichung: 21. September 2011 |
| 2014 | Fun-Fare             | JP7 (5 Wo.)JP | Erstveröffentlichung: 19. Februar 2014   |
| 2015 | Every Cheering Songs | JP27 (2 Wo.)JP | Erstveröffentlichung: 14. Januar 2015    |
| 2015 | Tabitabi             | JP110 (1 Wo.)JP | Erstveröffentlichung: 23. September 2015 |

### Remixalben / Kompilationen
| Jahr | Titel                                      | Höchstplatzierung, Gesamtwochen, AuszeichnungChartsChartplatzierungen (Jahr, Titel, Platzierungen, Wochen, Auszeichnungen, Anmerkungen) | Anmerkungen                              |
| Jahr | Titel                                      | JP | Anmerkungen                              |
| ---- | ------------------------------------------ | --- | ---------------------------------------- |
| 1997 | The Remixes                                | JP2 Platin · (34 Wo.)JP | Erstveröffentlichung: 17. September 1997 |
| 1998 | The Remixes II                             | JP5 Platin · (14 Wo.)JP | Erstveröffentlichung: 18. November 1998  |
| 1999 | Every Best Single + 3                      | JP1 ×2Doppeldiamant · (55 Wo.)JP | Erstveröffentlichung: 31. März 1999      |
| 2001 | Super Eurobeat presents Every Little Thing | JP3 Gold · (10 Wo.)JP | Erstveröffentlichung: 5. September 2001  |
| 2001 | Every Ballad Songs                         | JP2 Platin · (16 Wo.)JP | Erstveröffentlichung: 5. Dezember 2001   |
| 2002 | CyberTrance presents Elt Trance            | JP16 (4 Wo.)JP | Erstveröffentlichung: 27. Februar 2002   |
| 2002 | The Remixes III ～Mix Rice Plantation～    | JP19 (3 Wo.)JP | Erstveröffentlichung: 27. Februar 2002   |
| 2003 | Every Best Single 2                        | JP1 ×3Dreifachplatin · (38 Wo.)JP | Erstveröffentlichung: 10. September 2003 |
| 2007 | 14 message ～every ballad songs 2～        | JP2 Gold · (10 Wo.)JP | Erstveröffentlichung: 14. Februar 2007   |
| 2010 | Every Best Single ～Complete～             | JP4 Gold · (24 Wo.)JP | Erstveröffentlichung: 3. März 2010       |
| 2015 | Every Best Single 2 ～More Complete～      | JP4 (13 Wo.)JP | Erstveröffentlichung: 23. September 2015 |

### Singles
| Jahr | Titel Album                                                 | Höchstplatzierung, Gesamtwochen, AuszeichnungChartsChartplatzierungen (Jahr, Titel, Album, Platzierungen, Wochen, Auszeichnungen, Anmerkungen) | Anmerkungen                                                     |
| Jahr | Titel Album                                                 | JP | Anmerkungen                                                     |
| ---- | ----------------------------------------------------------- | --- | --------------------------------------------------------------- |
| 1996 | Feel My Heart Everlasting                                   | JP24 (14 Wo.)JP | Erstveröffentlichung: 7. August 1996                            |
| 1996 | Future World Everlasting                                    | JP20 (8 Wo.)JP | Erstveröffentlichung: 23. Oktober 1996                          |
| 1997 | Dear My Friend Everlasting                                  | JP9 Platin + Gold (Digital) · (16 Wo.)JP | Erstveröffentlichung: 22. Januar 1997                           |
| 1997 | For the Moment Time to Destination                          | JP1 Platin · (19 Wo.)JP | Erstveröffentlichung: 4. Juni 1997                              |
| 1997 | Deatta Koro no Youni Time to Destination                    | JP3 Platin · (15 Wo.)JP | Erstveröffentlichung: 6. August 1997                            |
| 1997 | Shapes Of Love / Never Stop! Time to Destination            | JP3 Platin · (17 Wo.)JP | Erstveröffentlichung: 22. Oktober 1997                          |
| 1998 | Face the Change Time to Destination                         | JP1 Platin · (13 Wo.)JP | Erstveröffentlichung: 7. Januar 1998                            |
| 1998 | Time Goes By Time to Destination                            | JP2 ×3Dreifachplatin + Platin (Digital) · (19 Wo.)JP                                                                                           | Erstveröffentlichung: 11. Februar 1998 · JP: + Gold (Streaming) |
| 1998 | Forever Yours Every Best Single +3                          | JP1 Platin · (11 Wo.)JP | Erstveröffentlichung: 17. Juni 1998                             |
| 1998 | Necessary Every Best Single +3                              | JP2 Platin · (8 Wo.)JP | Erstveröffentlichung: 30. September 1998                        |
| 1999 | Over and Over Every Best Single +3                          | JP4 Platin · (8 Wo.)JP | Erstveröffentlichung: 27. Januar 1999                           |
| 1999 | Someday, Someplace Every Best Single +3                     | JP4 Platin · (7 Wo.)JP | Erstveröffentlichung: 3. März 1999                              |
| 2000 | Pray / Get Into A Groove Eternity                           | JP2 Platin · (8 Wo.)JP | Erstveröffentlichung: 1. Januar 2000                            |
| 2000 | Sure Eternity                                               | JP3 Gold · (8 Wo.)JP | Erstveröffentlichung: 16. Februar 2000                          |
| 2000 | Rescue Me / Smile Again Eternity                            | JP2 (3 Wo.)JP | Erstveröffentlichung: 14. Juni 2000                             |
| 2000 | Ai No Kakera 4 Force                                        | JP2 Gold · (7 Wo.)JP | Erstveröffentlichung: 18. Oktober 2000                          |
| 2001 | Fragile / Jirenma 4 Force                                   | JP1 ×2Doppelplatin + Platin (Mobile Downloads) · (19 Wo.)JP                                                                                    | Erstveröffentlichung: 1. Januar 2001 · JP: + Gold (Streaming)   |
| 2001 | Graceful World 4 Force                                      | JP5 Gold · (8 Wo.)JP | Erstveröffentlichung: 21. Februar 2001                          |
| 2001 | Jump Many Pieces                                            | JP7 Gold · (6 Wo.)JP | Erstveröffentlichung: 17. Oktober 2001                          |
| 2002 | Kiwoku Many Pieces                                          | JP4 Gold · (8 Wo.)JP | Erstveröffentlichung: 15. Mai 2002                              |
| 2002 | Sasayaka na Inori Many Pieces                               | JP5 Gold · (7 Wo.)JP | Erstveröffentlichung: 16. August 2002                           |
| 2002 | Untitled 4ballads Many Pieces                               | JP1 Platin · (17 Wo.)JP | Erstveröffentlichung: 18. Dezember 2002                         |
| 2003 | Grip! Many Pieces                                           | JP7 Gold · (10 Wo.)JP | Erstveröffentlichung: 12. März 2003                             |
| 2003 | Fundamental Love Commonplace                                | JP9 Gold · (7 Wo.)JP | Erstveröffentlichung: 30. Juli 2003                             |
| 2003 | Mata Ashita Commonplace                                     | JP3 Platin + Gold (Digital) · (19 Wo.)JP | Erstveröffentlichung: 12. November 2003                         |
| 2004 | Soraai Commonplace                                          | JP8 Gold · (8 Wo.)JP | Erstveröffentlichung: 25. Februar 2004                          |
| 2004 | Koibumi / good night Crispy Park                            | JP1 Gold · (19 Wo.)JP | Erstveröffentlichung: 15. Dezember 2004                         |
| 2005 | Kimi no Te Crispy Park                                      | JP2 Gold + Gold (Mobile Downloads) · (12 Wo.)JP                                                                                                | Erstveröffentlichung: 26. Oktober 2005                          |
| 2006 | Azure Moon Crispy Park                                      | JP12 (6 Wo.)JP | Erstveröffentlichung: 15. März 2006                             |
| 2006 | Hi-Fi Message Crispy Park                                   | JP9 (5 Wo.)JP | Erstveröffentlichung: 14. Juni 2006                             |
| 2006 | Swimi Crispy Park                                           | JP16 Gold (Digital) · (7 Wo.)JP | Erstveröffentlichung: 30. August 2006                           |
| 2007 | Kirameki Hour Door                                          | JP14 (4 Wo.)JP | Erstveröffentlichung: 8. August 2007                            |
| 2007 | Koi wo shiteiru / fuyu ga hajimaru yo Door                  | JP7 (8 Wo.)JP | Erstveröffentlichung: 31. Oktober 2007                          |
| 2008 | Sakurabito Door                                             | JP9 Gold (Digital) · (5 Wo.)JP | Erstveröffentlichung: 13. Februar 2008                          |
| 2008 | Atarashii Hibi / Ōgon no Tsuki Every Best Singles: Complete | JP10 (6 Wo.)JP | Erstveröffentlichung: 27. August 2008                           |
| 2009 | Dream Goes On Change                                        | JP6 (4 Wo.)JP | Erstveröffentlichung: 23. September 2009                        |
| 2009 | Tsumetai Ame Change                                         | JP15 (3 Wo.)JP | Erstveröffentlichung: 18. November 2009                         |
| 2009 | Change                                                      | JP16 (3 Wo.)JP | Erstveröffentlichung: 24. Februar 2010                          |
| 2011 | Star Ordinary                                               | JP6 (7 Wo.)JP | Erstveröffentlichung: 23. Februar 2011                          |
| 2011 | Moon Ordinary                                               | JP7 (7 Wo.)JP | Erstveröffentlichung: 23. Februar 2011                          |
| 2011 | Uchū -Sora- / Hibiki -Koe- Ordinary                         | JP12 (6 Wo.)JP | Erstveröffentlichung: 13. Juli 2011                             |
| 2011 | Ai ga Aru Ordinary                                          | JP17 Gold (Digital) · (5 Wo.)JP | Erstveröffentlichung: 24. August 2011                           |
| 2011 | Landscape Fun-Fare                                          | JP30 (3 Wo.)JP | Erstveröffentlichung: 7. Dezember 2011                          |
| 2013 | On And On Fun-Fare                                          | JP18 (3 Wo.)JP | Erstveröffentlichung: 20. Februar 2013                          |
| 2013 | Harinezumi no Koi Fun-Fare                                  | JP16 (4 Wo.)JP | Erstveröffentlichung: 10. April 2013                            |
| 2015 | Anata To Tabitabi                                           | JP43 (2 Wo.)JP | Erstveröffentlichung: 22. April 2015                            |
| 2015 | Kira Kira / Akari –                                         | JP41 (2 Wo.)JP | Erstveröffentlichung: 4. November 2015                          |
| 2016 | Mainichi. –                                                 | JP63 (1 Wo.)JP | Erstveröffentlichung: 21. September 2016                        |

Weitere Lieder
- 2002: 出逢った頃のように (JP: Gold (Digital))
- 2004: 恋文 (JP: ×2Doppelplatin (Klingelton) , JP: Platin (Downloads))
- 2007: 恋をしている (JP: Gold (Digital))
- 2008: あたらしい日々 (JP: Gold (Digital))

## Auszeichnungen für Musikverkäufe
Anmerkung: Auszeichnungen in Ländern aus den Charttabellen bzw. Chartboxen sind in ebendiesen zu finden.
| Land/RegionAuszeichnungen für Musikverkäufe (Land/Region, Auszeichnungen, Verkäufe, Quellen) | Gold       | Platin       | Diamant     | Verkäufe   | Quellen        |
| -------------------------------------------------------------------------------------------- | ---------- | ------------ | ----------- | ---------- | -------------- |
| Japan (RIAJ)                                                                                 | 26× Gold26 | 39× Platin39 | 7× Diamant7 | 24.000.000 | riaj.or.jp JP2 |
| Insgesamt                                                                                    | 26× Gold26 | 39× Platin39 | 7× Diamant7 |            |                |